# 雀魂麻将
《雀魂麻将》（英語：Mahjong Soul）是一款多人在线日本麻将游戏，有網頁版、Windows版、Android版、macOS版和iOS版。於2022年4月開始播放電視動畫《雀魂PONG》(日语：じゃんたま PONG☆)，於2024年4月開始在官方YouTube頻道播放網路動畫《雀魂 KANG!!》(日语：じゃんたま カン！！）。

## 角色

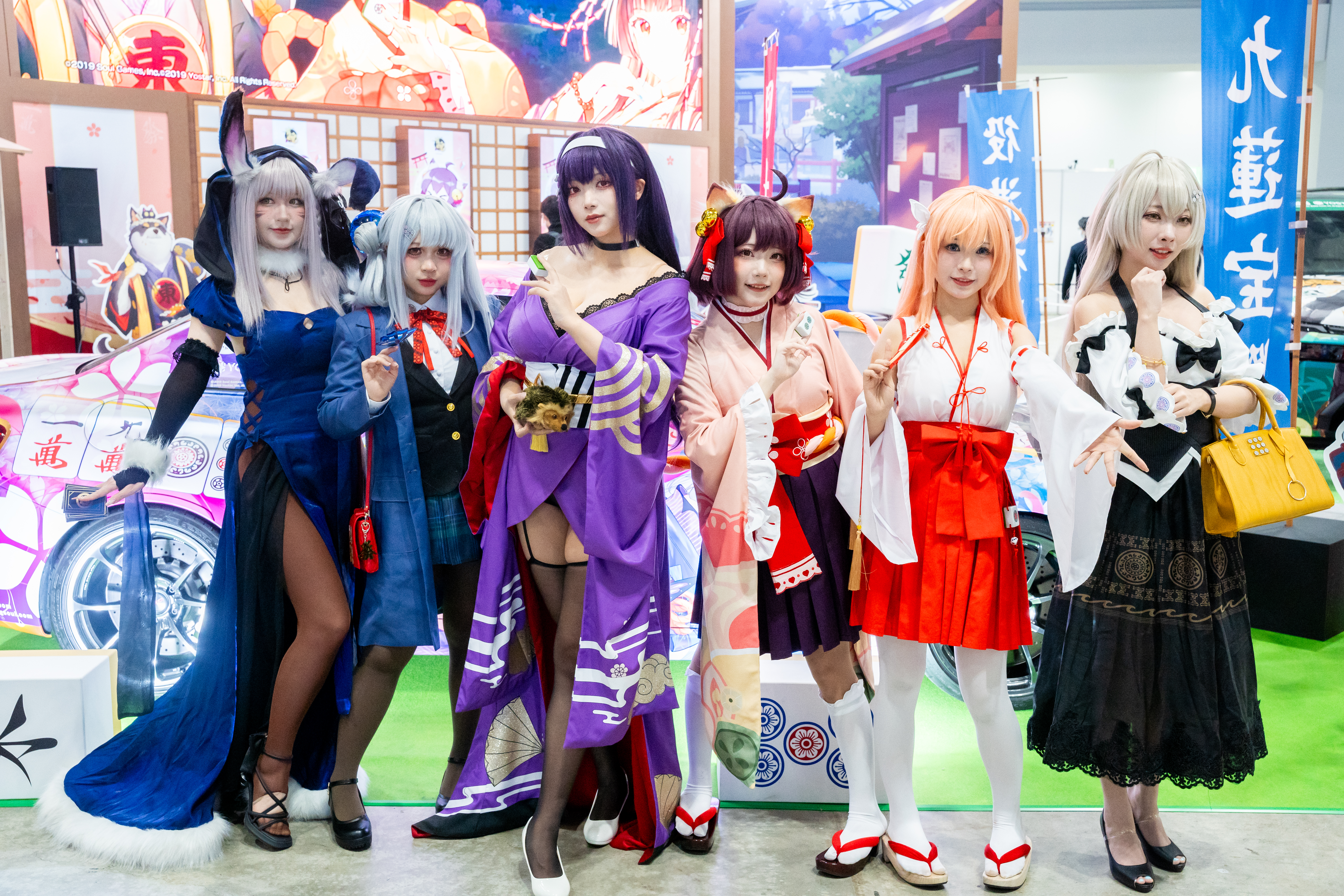
《雀魂麻將》角色的扮演者，從左到右，分別是卡維、八木唯、二階堂美樹、一姬、相原舞和北見紗和子

一姬（聲：內田真禮）
二階堂美樹（聲：齋藤千和）
三上千織（聲：井口裕香）
藤田佳奈（聲：內田真禮）
相原舞（聲：井口裕香）
撫子（聲：齋藤千和）
八木唯（聲：小清水亞美）
九條璃雨（聲：小清水亞美）
四宮冬實（聲：大西沙織）
二之宮花（聲：小原好美）
白石奈奈（聲：市道真央）
澤尼婭（聲：中原麻衣）
卡維（聲：中原麻衣）
莎拉（聲：市道真央）
小島遊雛田（聲：村川梨衣）
五十嵐陽菜（聲：村川梨衣）
涼宮杏樹（聲：洲崎綾）
北見紗和子（聲：洲崎綾）
雛桃（聲：伊瀨茉莉也）
輝夜姬（聲：伊瀨茉莉也）
藤本綺羅（聲：竹達彩奈）
艾麗莎（聲：丹下櫻）
寺崎千穗理（聲：竹達彩奈）
福姬（聲：植田佳奈）
七海禮奈（聲：堀江由衣）
姬川響（聲：鬼頭明里）
森川綾子（聲：丹下櫻）
小野寺七羽（聲：鬼頭明里）
柚（聲：長繩麻理亞）
青鸞（聲：堀江由衣）
如月彩音（聲：上坂堇）
未來（聲：長繩麻理亞）
月見山（聲：前野智昭）
A-37（聲：古川慎）
四宮夏生（聲：福山潤）
汪次郎（聲：小野友樹）
一之瀨空（聲：皆川純子）
明智英樹（聲：立花慎之介）
約瑟夫（聲：安元洋貴）
齋藤治（聲：安元洋貴）
艾因（聲：柿原徹也）
如月蓮（聲：前野智昭）
七夕（聲：植田佳奈）
萊恩（聲：下野紘）
瀧川夏彥（聲：古川慎）
夏彌爾（聲：下野紘）
澤克斯（聲：KENN）
石原碓海（聲：柿原徹也）

## 動畫
於2022年4月開始播放電視動畫《雀魂PONG》(日语：じゃんたま PONG☆)，播放前3月29日在YouTube撥放WEB限定特別話。
2024年1月公布動畫《雀魂 KANG!!》(日语：じゃんたま カン！！）PV及主視覺圖，並宣布將於2024年4月開始播放，為在官方YouTube頻道播放的網路動畫。

### 電視動畫《雀魂PONG》

#### 製作人員
- 原作、企画、制作協力：CATFOOD STUDIO
- 監督、系列構成、劇本：森井健史郎
- 助監督：中西基樹
- 總作畫監督：衣谷
- 美術監督：筒井典子
- 音響監督：濱野高年
- 音樂：森慎太郎
- 動畫製作：SCOOTER FILMS
- 動畫製作協力：合同会社
- 企画協力：松竹、奥永祥正、望月信宏
- 製作：Yostar

#### 各話列表
| 話數          | 日文標題 | 中文標題       | 劇本       | 分鏡     | 演出       | 作畫監督 | 總作畫監督 | 首播日期      |
| ------------- | -------- | -------------- | ---------- | -------- | ---------- | -------- | ---------- | ------------- |
| WEB限定特別話 | 不適用   | 不適用         |            | 衣谷     | 森井健史郎 | 衣谷     | 不適用     | 2022年 3月9日 |
| 第0話         | 不適用   | 不適用         | 森井健史郎 | 衣谷     | 森井健史郎 | 衣谷     | 不適用     | 4月2日        |
| 第1話         |          | 雀莊・魂天神社 | 森井健史郎 | 衣谷     | 森井健史郎 | 福岡優   | 衣谷       | 4月8日        |
| 第2話         |          | 食王爭霸       | 森井健史郎 | 山本雄三 | 森井健史郎 | 不適用   | 衣谷       | 4月16日       |
| 第3話         |          | 巨大隕石襲來   | 森井健史郎 | 衣谷     | 森井健史郎 | 不適用   | 衣谷       | 4月23日       |
| 第4話         |          | PONG☆喵        | 森井健史郎 | 衣谷     | 森井健史郎 | 不適用   | 衣谷       | 4月30日       |
| 第5話         |          | 找到工作了喵   | 森井健史郎 | 衣谷     | 森井健史郎 | 不適用   | 衣谷       | 5月7日        |
| 第6話         |          | 一起露營喵     | 森井健史郎 | 衣谷     | 森井健史郎 | 不適用   | 衣谷       | 5月14日       |
| 第7話         |          | 白一色喵       | 森井健史郎 | 衣谷     | 森井健史郎 | 不適用   | 衣谷       | 5月21日       |
| 第8話         |          | 名偵探明智     | 森井健史郎 | 山本雄三 | 森井健史郎 | 不適用   | 衣谷       | 5月28日       |
| 第9話         |          | 月之詛咒       | 森井健史郎 | 山本雄三 | 森井健史郎 | 不適用   | 衣谷       | 6月4日        |
| 第10話        |          | 蟹工船         | 森井健史郎 | 衣谷     | 森井健史郎 | 不適用   | 衣谷       | 6月11日       |
| 第11話        |          | 一姫覺醒喵！   | 森井健史郎 | 衣谷     | 森井健史郎 | 不適用   | 衣谷       | 6月18日       |

### 網絡動畫《雀魂 KANG!!》

#### 製作人員
- 原作：雀魂（CATFOOD STUDIO）
- 監督、系列構成：古賀一臣
- 人物設定：黑川
- 美術監督、美術設定：筒井典子
- 色彩設計：渡部勇輔
- 攝影監督：西村徹也
- 編輯：增永純一
- 音響監督：橫田知加子
- 音樂：椿山日南子
- 動畫製作：
- 製作：Yostar

#### 主題曲
片尾曲
作詞、作曲、編曲：白戸佑輔（Dream Monster），主唱：一姫（内田真礼）、二階堂美樹（斎藤千和）、輝夜姬（伊瀬茉莉也）、八木唯（小清水亞美）

#### 各話列表
| 話數 | 標題                               | 劇本     | 分鏡     | 演出     | 角色設計 | 作畫監督 | 道具設計 | 首播日期       |
| ---- | ---------------------------------- | -------- | -------- | -------- | -------- | -------- | -------- | -------------- |
| 1    | 一姬，目標是成為喵Tuber！          | 古賀一臣 | 古賀一臣 | 古賀一臣 | 黒川     | 黒川     | 鈴木祥子 | 2024年 4月25日 |
| 2    | 前往TOP直播主之路！                | 古賀一臣 | 古賀一臣 | 古賀一臣 | 黒川     | 黒川     | 鈴木祥子 | 5月2日         |
| 3    | 聯動直播喵！                       | 古賀一臣 | 古賀一臣 | 古賀一臣 | 黒川     | 黒川     | 鈴木祥子 | 5月9日         |
| 4    | 道中良友不可缺汪                   | 古賀一臣 | 古賀一臣 | 古賀一臣 | 黒川     | 黒川     | 鈴木祥子 | 5月16日        |
| 5    | 濃霧籠罩的得分牌                   | 古賀一臣 | 古賀一臣 | 古賀一臣 | 黒川     | 黒川     | 鈴木祥子 | 5月23日        |
| 6    | 回家                               | 古賀一臣 | 古賀一臣 | 古賀一臣 | 黒川     | 黒川     | 鈴木祥子 | 5月30日        |
| 7    | 接連不斷的不幸                     | 古賀一臣 | 古賀一臣 | 古賀一臣 | 黒川     | 黒川     | 鈴木祥子 | 6月6日         |
| 8    | 黑道的邀約                         | 古賀一臣 | 古賀一臣 | 古賀一臣 | 黒川     | 黒川     | 鈴木祥子 | 6月13日        |
| 9    | 命運的方向                         | 古賀一臣 | 古賀一臣 | 古賀一臣 | 黒川     | 黒川     | 鈴木祥子 | 6月20日        |
| 10   | 終於能打一局普通的麻將了喵！       | 古賀一臣 | 古賀一臣 | 古賀一臣 | 黒川     | 黒川     | 鈴木祥子 | 6月27日        |
| 11   | 慶賀動畫收官的麻將大賽、尚未結束！ | 古賀一臣 | 古賀一臣 | 古賀一臣 | 黒川     | 黒川     | 鈴木祥子 | 7月4日         |
| 12   | 動畫KANG的最後一集......喵？       | 古賀一臣 | 古賀一臣 | 古賀一臣 | 黒川     | 黒川     | 鈴木祥子 | 7月11日        |
| 13   | Re：雀魂KANG！！                   | 古賀一臣 | 古賀一臣 | 古賀一臣 | 黒川     | 黒川     | 鈴木祥子 | 7月18日        |

## 合作
《雀魂》✕《狂賭之淵××》 - 2021年4月22日 ～ 2021年5月13日 5:59 
《雀魂》✕ 《鬥牌傳說》- 2021年10月28日 ～ 2021年11月17日 5:59 
《輝夜姬想讓人告白》✕《雀魂》- 2022年4月27日 ～ 2022年5月18日 5:59 
《CODE GEASS 反叛的魯路修》✕《雀魂》- 2023年4月26日 ～ 2023年5月17日 5:59
《雀魂》╳《Fate/kaleid liner 魔法少女☆伊莉雅》- 2023年11月15日 ~ 2023年12月6日 5:59
《蔚蓝档案》✕《雀魂》- 2024年4月17日 ～ 2024年5月8日 4:59
《偶像大師 閃耀色彩》 ✕《雀魂》- 2024年11月25日 ～12月16日 4:59